# Монтойя, Виктор
Виктор Монтойя (исп. Víctor Montoya; родился в 1958) — боливийский писатель

, публицист, культурный журналист и педагог. Выходец из шахтёров Потоси, он стал одним из лидеров оппозиционного студенческого движения в годы правого военного режима. Заключённый диктатурой, он был освобождён, смог эмигрировать и получить убежище благодаря кампании Amnesty International в 1977 году.

## Биография
Родился в Ла-Пасе 21 июня 1958 года. С раннего детства он жил в шахтерских городках Льяльягуа и Сигло XX в северном департаменте Потоси. Ужасные условия жизни и труда, в которых приходилось существовать шахтёрам, побудили его участвовать в социальной и политической борьбе. К тому же, в возрасте 9 лет он стал очевидцем «резни Сан-Хуана», когда силовики убили десятки горняков.
В 1976 году за свою политическую деятельность он был подвергнут военной диктатурой Уго Бансера Суареса преследованиям, тюремному заключению и пыткам в печально известной тюрьме «Сан-Педро». Находясь в тюрьме Сан-Педро и в тюрьме строгого режима Чончокоро-Виача, он написал свою первую опубликованную книгу — свидетельство очевидца «Забастовка и репрессии».
Освободившись из тюрьмы в результате кампании солидарности, проведённой Amnesty International, он получил убежище в Швеции в 1977 году. Там он окончил Стокгольмский педагогический институт, преподавал язык кечуа, координировал культурные проекты в библиотеке, вёл литературные семинары и несколько лет проработал учителем.
Он был директором литературных журналов PuertAbierta и Contraluz. Его работа принесла ему награды и литературные стипендии. Его рассказы переводились и публиковались в международных антологиях. В настоящее время он пишет для публикаций в Латинской Америке, Европе и США. Он является хранителем цифровой антологии латиноамериканских рассказчиков в Швеции.